# Yuko Oita
Yuko Oita (尾板 裕子 Oita Yuko?), är en japansk tidigare fotbollsspelare.
Yuko Oita debuterade för japans landslag den 21 januari 1986 i en 0–1-förlust mot Indien. Hon spelade 3 landskamper för det japanska landslaget.